# Eviota punctulata
Eviota punctulata är en fiskart som beskrevs av Jewett och Lachner, 1983. Eviota punctulata ingår i släktet Eviota och familjen smörbultsfiskar. Inga underarter finns listade i Catalogue of Life.